# CWA Gold Dagger for Non-Fiction
Il CWA Gold Dagger for Non-Fiction è un premio annuale letterario nato nel 1978 da parte della Crime Writers' Association, già fondatrice del Gold Dagger nel 1955 per premiare il miglior giallo non-fiction.
Dal 1995 al 2002 il premio era sponsorizzato da The Macallan (società di Scotch) ed era conosciuto come The Macallan Gold Dagger for Non-Fiction. Dal 2008 il premio è sponsorizzato da Owatonna Media (società di investimenti con base a Londra). Il premio è di circa £1,000 con un pugnale decorativo.

## Elenco Vincitori
Di seguito sono elencati i vincitori del premio e i primi classificati. Dentro le parentesi gli argomenti dei libri.

### Anni 2000
2024
- Nicholas Shakespeare, Ian Fleming: The Complete Man[1]

2023
- Wendy Joseph, Unlawful Killings: Life, love and murder: trials at the Old Bailey[2]

2022
- Julia Laite, The Disappearance of Lydia Harvey: A true story of sex, crime and the meaning of justice

2021
- Sue Black, Written in Bone[3]

2020
- Casey Cep, Furious Hours: Murder, Fraud and the Last Trial of Harper Lee

2019
- Ben Macintyre, The Spy and the Traitor

2018
- Thomas Harding, Blood on the Page

2017
- Stephen Purvis, Close But No Cigar: A True Story of Prison Life in Castro’s Cuba

2016
- Andrew Hankinson, You Could Do Something Amazing With Your Life [You Are Raoul Moat]

2015
- Dan Davies, In Plain Sight: The Life and Lies of Jimmy Savile

2014
- Adrian Levy e Cathy Scott-Clark, The Siege

2013
- Paul French, Midnight in Peking

2012
- Anthony Summers e Robbyn Swan, The Eleventh Day

2011
- Douglas Starr, The Killer of Little Shepherds (I crimini e la condanna dell'assassino francese seriale Joseph Vacherdel XIX secolo)

2010
- Ruth Dudley Edwards, Aftermath: The Omagh Bombing & the Families' Pursuit of Justice (Il successo della causa civile intrapresa contro i sospetti per l'attentato di Omagh)

2008
- Kester Aspden, Nationality: Wog - The Hounding of David Oluwale (Morte di David Oluwale a Leeds nel 1969)
  - Francisco Goldman,The Art of Political Murder: Who Killed Bishop Gerardi (Morte di Juan José Gerardi Conedera in Guatemala nel 1998)
  - David Rose, Violation: Justice, Race and Serial Murder in the Deep South (Il caso di Gary Carlton, condannato a morte nel 1986 in Georgia, Stati Uniti d'America)
  - Duncan Staff The Lost Boy (Keith Bennett, vittima degli omicidi Moors, Inghilterra, 1964)
  - Kate Summerscale, The Suspicions of Mr Whicher or The Murder at Road Hill House (Omicidio del 1860 in Somerset, Inghilterra, confessato da Constance Kent)
  - Peter Zimonjic, Into the Darkness: 7/7 (resoconto di prima mano degli Attentati di Londra del 2005)

2006
- Linda Rhodes, Lee Shelden e Kathryn Abnett, The Dagenham Murder: The Brutal Killing of PC George Clark, 1846 (Omicidio del poliziotto George Clark nel 1846 a Dagenham, Londra)
  - Sebastian Junger, A Death in Belmont (Omicidi del 1962-1964 negli Stati Uniti dello Strangolatore di Boston)
  - Nuala O'Faolain, The Story of Chicago May (Origine irlandese della criminale internazionale Chicago May, nata May Duignan)
  - Suor Helen Prejean, The Death of Innocents: An Eyewitness Account of Wrongful Executions (Esecuzioni di Dobie Gillis Williams (1999) e Joseph O'Dell in USA)
  - William Queen, Under and Alone: The True Story of the Undercover Agent Who Infiltrated America's Most Violent Outlaw Motorcycle Gang (Resoconto di prima mano di infiltrati in una banda in USA)
  - Sue Williams, And Then the Darkness: The Fascinating Story of the Disappearance of Peter Falconio and the Trials of Joanne Lees (Scomparsa di Peter Falconio in Australia, 2001)

2005
- Gregg e Gina Hill, On The Run: a Mafia childhood (Scritto dai figli Henry Hill, mafioso statunitense)
  - Bella Bathurst,The Wreckers: A Story of Killing Seas, False Lights, and Plundered Shipwrecks. (Wrecking al largo della costa del Regno Unito)
  - Eric Jager, The Last Duel: A True Story of Crime, Scandal, and Trial by Combat in Medieval France (Processo di Jean de Carrouges, Francia, 1386)
  - Sadakat Kadri, The Trial: a history from Socrates to O. J. Simpson (Storia del Processo).
  - James Owen, A Serpent in Eden: The Greatest Murder Mystery of All Time (Omicidio di Harry Oakes a Nassau, Bahamas, nel 1943)

2004
Vincitori a pari merito
- John Dickie, Cosa Nostra: A History of the Sicilian Mafia (La storia di Cosa nostra dagli inizi del 1860)
- Sarah Wise, The Italian Boy: Murder and Grave Robbery in 1830s London (L'omicidio di un ragazzo italiano a Londra nel 1831)
  - Rebecca Gowers, The Swamp of Death: A True Tale of Victorian Lies and Murder (La morte di Frederick Benwell, giovane inglese che partì per il Canada nel 1890 ed è stato trovato morto in una palude poco dopo l'arrivo)
  - Steve Holland, The Trials of Hank Janson (La censura del giallista Hank Janson nel 1940 in Gran Bretagna)
  - Mende Nazer e Damian Lewis, Slave: The True Story of a Girl's Lost Childhood and her Fight for Survival (La storia di Mende Nazer)

2003
- Samantha Weinberg, Pointing from the Grave: a True Story of Murder and DNA (Il libro parla di Helena Greenwood in California nel 1985 e sull'uso pionieristico delle scienze applicate sul DNA umano che hanno permesso di trovare il suo assassino 15 anni dopo)
  - Michael Bilton, Wicked Beyond Belief: the Hunt for the Yorkshire Ripper  (Peter Sutcliffe, serial killer del 1981)
  - Erik Larson, Devil In The White City:Murder, Magic, and Madness at the Fair that Changed America (Il serial killer H. H. Holmes)
  - Chandak Sengoopta, Imprint of the Raj: the Colonial Origin of Fingerprinting and Its Voyage to Britain (La scienza delle impronte digitali, sviluppato in India e usata per la prima volta in tribunale in Inghilterra nel 1902)
  - Donald Thomas, An Underworld at War: Spivs, Deserters, Racketeers and Civilians in the Second World War (Eventi in Gran Bretagna durante la seconda guerra mondiale)
  - Peter Walsh, Gang War: the Inside Story of the Manchester Gangs (Gang contemporanee a Manchester)

2002
- Lillian Pizzichini, Dead Man's Wages: the secrets of a London conman and his family (Vita di Charles Taylor, nonno dell'autore)
  - Miranda Carter, Anthony Blunt, His Lives (Anthony Blunt (1907-1983), uno de I Cinque di Cambridge)
  - Don Hale (con Marika Huns e Hamish McGregor), Town Without Pity: the Fight to Clear Stephen Downing of the Bakewell Murder (Stephen Downing, candannata per omicidio nel 1974, condanna rovesciata nel 2002)
  - Speciali: Julian Earwaker e Kathleen Becker, Scene of the Crime: a Guide to the Landscapes of British Detective Fiction (Giudicato di essere al di fuori del campo di applicazione del premio ma degno di lode)

2001
- Philip Etienne e Martin Maynard (con Tony Thompson), The Infiltrators: the First Inside Account of Life Deep Undercover with Scotland Yard's Most Secret Unit  (Due membri del SO10, ovvero le unità sotto copertura della polizia metropolitana)
  - Zacaria Erzinçlioglu, Maggots, Murder and Men: Memories and Reflections of a Forensic Entomologist (Entomologia forense)
  - Adrian Weale, Patriot Traitors: Roger Casement, John Amery and the Real Meaning of Treason (Roger Casement e John Amery, unici britannici ad essere processati e uccisi per alto tradimento nel ventesimo secolo)

2000
- Edward Bunker, Mr. Blue: Memoirs of a Renegade (Autobiografia del passato criminale dell'autore)

### Anni 90
- 1999 - Brian Cathcart, The Case of Stephen Lawrence
- 1998 - Gitta Sereny, Cries Unheard
- 1997 - Paul Britton, The Jigsaw Man
- 1996 - Antonia Fraser, The Gunpowder Plot
- 1995 - Martin Beales, Dead Not Buried
- 1994 - David Canter, Criminal Shadows: Inside the Mind of the Serial Killer
- 1993 - Alexandra Artley, Murder in the Heart
- 1992 - Charles Nicholl, The Reckoning
- 1991 - John Bossy, Giordano Bruno and the Embassy Affair
- 1990 - Jonathan Goodman, The Passing of Starr Faithfull

### Anni 80
- 1989 - Robert Lindsey, A Gathering of Saints:a true story of money, murder and deceit
- 1988 - Bernard Wasserstein, The Secret Lives of Trebitsch Lincoln
- 1987 - Bernard Taylor/Stephen Knight, Perfect Murder
- 1986 - John Bryson, Evil Angels
- 1985 - Brian Masters, Killing for Company
- 1984 - David Yallop, In God's Name
- 1983 - Peter Watson, Double Dealer: How five art dealers, four policemen, three picture restorers, two auction houses and a journalist plotted to recover some of the world's most beautiful stolen paintings
- 1982 - John Cornwell, Earth to Earth
- 1981 - Jacobo Timerman, Prisoner Without a Name, Cell Without a Number
- 1980 - Anthony Summers, Conspiracy

### Anni 70
- 1979 - Shirley Green, Rachman
- 1978 - Audrey Williamson, The Mystery of the Princes